# Weetzen

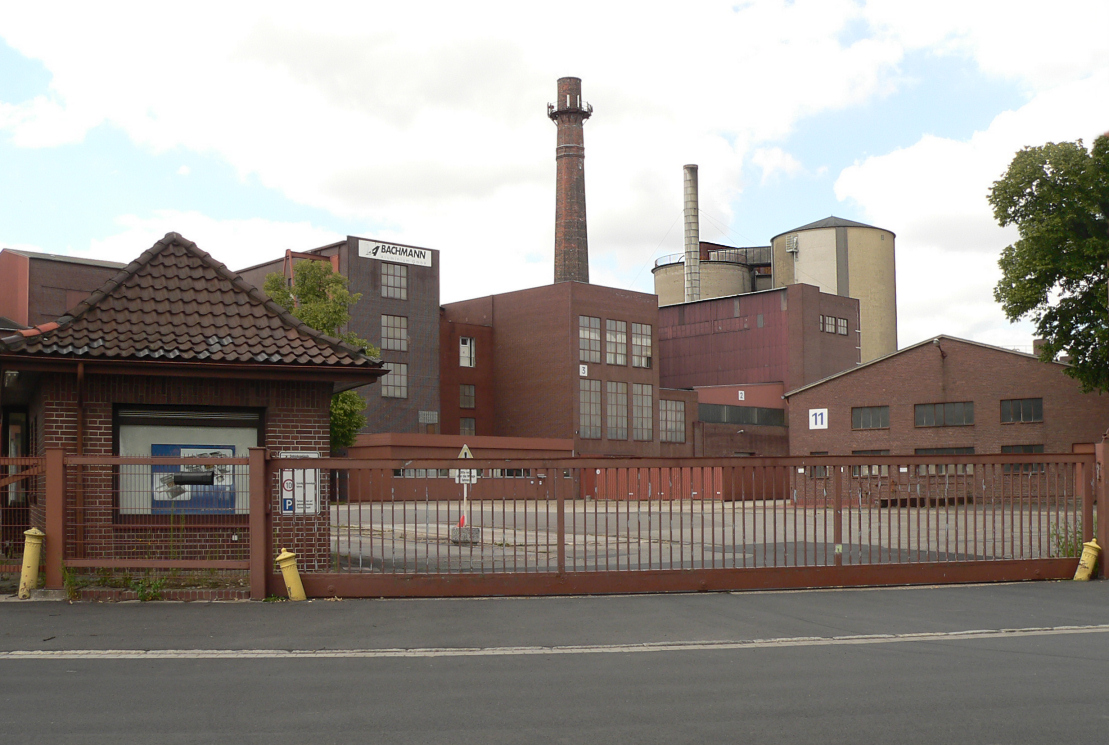
Zufahrtstor der ehemaligen Zuckerfabrik Weetzen

Weetzen ist ein Ortsteil der Stadt Ronnenberg in der Region Hannover.

## Geschichte
Weetzen gehört zu den alten Dörfern des Deistervorlandes. Der Name Weetzen geht wohl auf eine Namensform mit der Endung „-ithi“ zurück. „-ithi“- Siedlungen stammen aus der Zeit vor der Völkerwanderung.
Zur Frage der Ersterwähnung Weetzens tauchen in alten Veröffentlichungen die Jahreszahlen 1226 und 1255 aufgrund irrtümlicher Zuordnungen im Calenberger Urkundenbuch auf. Dazu schreiben die Autoren Uwe Ohainski und Jürgen Udolph: „Ein von Mittelhäußer [...] herangezogener Beleg von 1226 de Wezene gehört zu Wätzum (Kr. Hildesheim). Ein Beleg von 1255 Wenethe [...] gehört gegen das Calenberger und das westf[älische] UB VI  eher zu Wende“. Demzufolge stammt die erste gesicherte schriftliche Aufzeichnung aus einer Urkunde vom 6. April 1269. In ihr beurkundet der Mindener Bischof Otto die Schenkung des Zehnten zu Wennigsen und der „villa wetzenedhe“, gelegen im Kirchspiel Ronnenberg, an das Kloster Wennigsen.
Der Aufstieg Weetzens begann mit dem Eisenbahnbau. Die Bahnstrecke Hannover–Altenbeken über Weetzen wurde am 13. April 1872 in Betrieb genommen. Am 1. Mai 1872 wurde die Strecke der Deisterbahn von Weetzen nach Barsinghausen dem Verkehr übergeben. Sie verläuft heute über Barsinghausen bis Haste, so dass der Bahnhof Weetzen ein Knotenpunkt der S-Bahn-Linien Haste-Hannover-Nienburg/Minden und Paderborn-Flughafen Hannover ist. Anfangs war die Strecke Weetzen-Barsinghausen für den Kohleabtransport von den Deisterzechen nach Hannover gedacht. 1883 wurde die Zuckerfabrik Weetzen gegründet. Diese Gründung markierte den Einzug der Industrialisierung und prägte den Stadtteil fast ein Jahrhundert lang. Außerdem wurde in Weetzen auf dem Schacht „Deutschland“ zwischen 1906 und 1922 Kali- und Steinsalz gefördert.
In der Nacht vom 8. auf den 9. April 1945 kam Weetzen bei seiner Befreiung durch die US-Amerikaner zwei Stunden lang unter schweren Beschuss deutscher Granaten. Zwei deutsche Zivilisten, vier deutsche und sieben amerikanische Soldaten wurden getötet sowie Gebäude schwer beschädigt bzw. zerstört.
Durch den Zusammenschluss von Weetzen mit Ronnenberg und den umliegenden Gemeinden Benthe, Empelde, Linderte und Vörie entstand am 1. Juli 1969 die neue Gemeinde Ronnenberg. Am 1. März 1974 wurde ihr Ihme-Roloven eingegliedert. Am 12. Dezember 1975 erhielt die neue Gemeinde Ronnenberg die Stadtrechte.
Ab 1971 bis 1974 wurde im Schacht „Deutschland“ noch einmal die Steinsalzförderung aufgenommen. In der Zwischenzeit seit 1922 diente er ausschließlich als Not- und Wetterschacht für das benachbarte Kali-Werk Ronnenberg. Das Bergwerk ist Mitte 1975 infolge eines Wassereinbruchs im Baufeld Ronnenberg abgesoffen und wurde stillgelegt.

## Wappen
Das 1962 angenommene Ortswappen kombiniert die silbernen Petrusschlüssel auf rotem Grund aus dem Wappen des ehemaligen Bistums Minden, zu dem Weetze im Mittelalter gehörte, mit einer goldenen Hakenegge, die die Landwirtschaft symbolisiert.

## Religion
Zur evangelisch-lutherischen Kirchengemeinde (Kirchenkreis Ronnenberg) gehört die 1976/77 erbaute Versöhnungskirche (Dietrich-Bonhoeffer-Straße 7) mit freistehendem Glockenturm.
1967/68 wurde die katholische Kirche St. Jakobus der Jüngere errichtet (Dietrich-Bonhoeffer-Straße 13). Die Katholiken, die jahrzehntelang zur St. Bonifatiusgemeinde in Gehrden gehört hatten, kamen zur Pfarrgemeinde „St. Thomas-Morus Ronnenberg“ (mit Ihme-Roloven, Linderte, Vörie und Weetzen). 2004 wurde die St. Thomas-Morus-Gemeinde in die Pfarrgemeinde St. Maximilian Kolbe in Hannover-Mühlenberg eingegliedert. 2009 erfolgten Profanierung und Abriss der Weetzener katholischen Kirche. Die Weetzener Katholiken gehören heute zur Pfarrgemeinde St. Maximilian Kolbe Hannover-Mühlenberg innerhalb des „Kirchortes Ronnenberg“ mit der von Weetzen drei Kilometer entfernten St. Thomas-Morus-Kirche.

## Politik
Die Kommunalwahl ergab dieses Ergebnis: 
Der Ortsrat Weetzen hat sieben Mitglieder. Ortsbürgermeister ist Thomas Bensch (SPD), Stellvertreterin ist Sylvie Röhrkasten (Bündnis 90/Die Grünen).
- SPD: 4
- Grüne: 1
- CDU: 2

## Kultur und Sehenswürdigkeiten

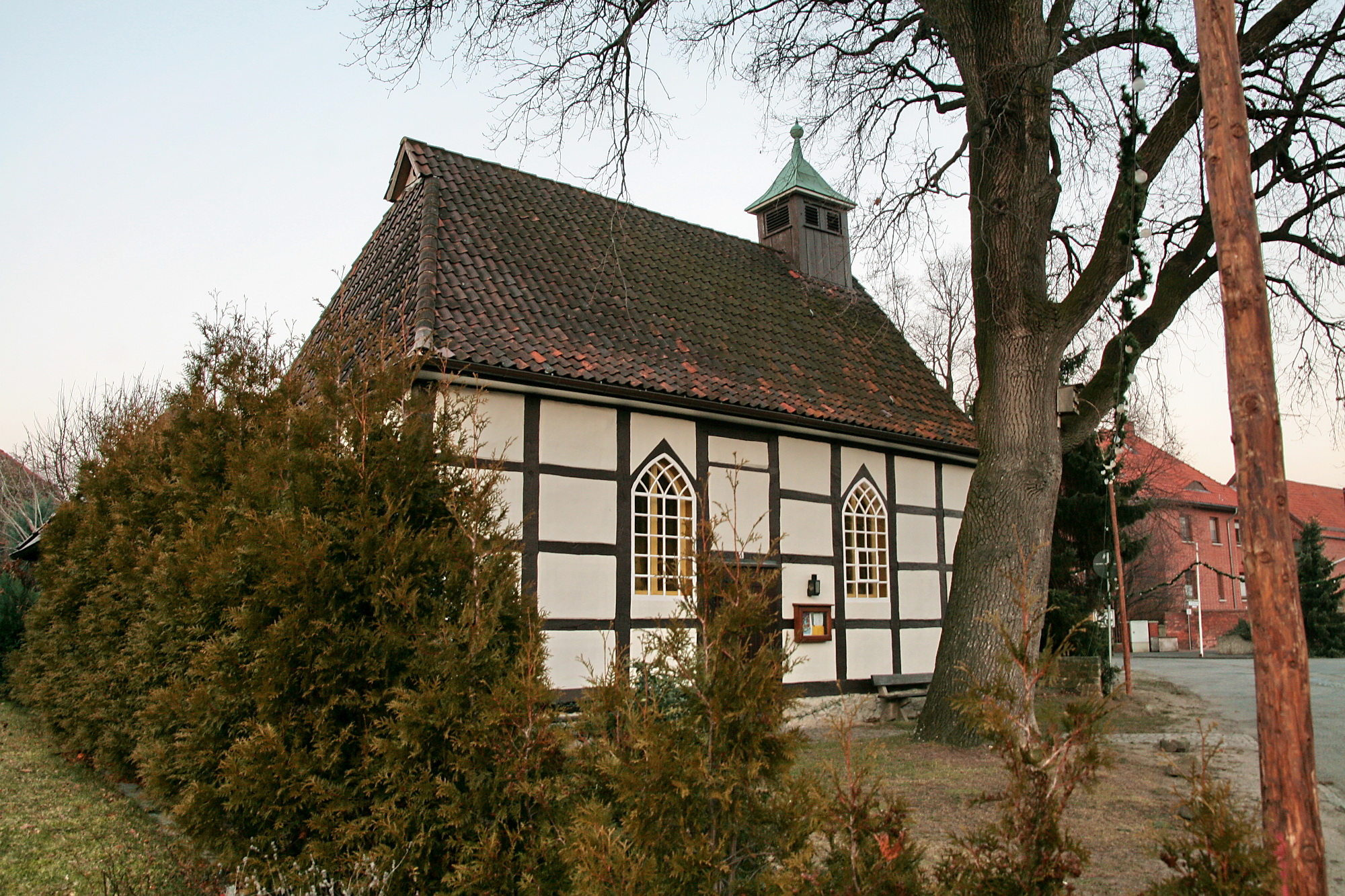
Alte Kapelle Weetzen

Im Ort befindet sich die Alte Kapelle Weetzen. Als sie 1974 abgerissen werden sollte, wurde sie von Einwohnern gerettet. Sie gründeten den Weetzener Verein für Denkmalpflege e. V. („Kapellenverein“ genannt) und bauten die Kapelle in Eigenleistung zu einem Kulturzentrum um, in dem heute regelmäßig kulturelle Veranstaltungen stattfinden. (siehe „Kultur und Sehenswürdigkeiten“.) Die Glocke, die Sankt Katharina vom Berge Sinai gewidmet ist und deshalb in Weetzen als „Katharinenglocke“ bezeichnet wird, datiert offenbar von 1631 aus der Zeit des Dreißigjährigen Krieges.
Ein weiteres kulturelles Gebäude im Ort ist das Bahnhofsgebäude, das schon vor Jahrzehnten von der deutschen Bahn verkauft wurde und heute als Privat-Immobilie genutzt wird. Im unteren Teil befindet sich eine Gaststätte.
Es gibt mit der Regenbogenschule Weetzen eine verlässliche Grundschule im Ort.

### Baudenkmäler
- Liste der Baudenkmale in Weetzen

### Vereine
Der größte Verein des Ortes ist der SV Weetzen von 1911. 2011 gründete sich der Club „Modellbahnfreunde Ronnenberg“.
1974 wurde der „Weetzener Verein für Denkmalpflege“ gegründet, der zum Zusammenwachsen der Einwohner des ehemaligen Dorfes und der des durch die Industrialisierung entstandenen Ortsteil beigetragen hat. Das Kulturzentrum in der Fachwerkkapelle bietet ein kulturelles Veranstaltungsprogramm, z. B. durch Vorträge, musikalische Veranstaltungen und Ausstellungen. Außerdem nutzen der Weetzener Jagdbläserensembles und eine Töpfergruppe die Kapelle. Seit 1976 veranstaltet der Verein jährlich am zweiten Adventssonntag einen nichtkommerziellen Weihnachtsmarkt, dessen Erlös unter anderem dem Erhalt des Kulturzentrums und sozialen Aufgaben zugutekommt. Zu Beginn dieses Ereignisses wird jeweils die „Katharinenglocke“ geläutet.

## Wirtschaft und Infrastruktur
Bis zum Bau der Ortsumgehung 2003 führte die Bundesstraße 217 durch Weetzen. Seit dem an Weetzen vorbeiführend, verbindet sie den Ort mit den Städten Hannover und Hameln.
Der Bahnhof Weetzen liegt an der Bahnstrecke Hannover–Altenbeken, von der hier die Deisterbahn abzweigt. Er wird im Taktverkehr (werktags alle 30 Minuten alternierend) von den S-Bahn-Linien S1 und S2 (Haste – Hannover Hbf – Wunstorf – Minden/Nienburg), werktags alle 30 Minuten von der S5 (Paderborn Hbf – Hameln – Hannover Hbf – Hannover Flughafen) und in der Hauptverkehrszeit stündlich von der S21 (Barsinghausen – Wennigsen – Hannover Hbf) bedient.
| Linie | Verlauf | Takt |
| ----- | --- | --- |
| S 1   | Minden (Westf) – Bückeburg – Kirchhorsten – Stadthagen – Lindhorst (Schaumb-Lippe) – Haste (Han) – Wunstorf – Dedensen-Gümmer – Seelze – Letter – Hannover-Leinhausen – Hannover-Nordstadt – Hannover Hbf – Hannover Bismarckstraße – Hannover-Linden/Fischerhof – Hannover-Bornum – Empelde – Ronnenberg – Weetzen – Lemmie – Wennigsen (Deister) – Egestorf (Deister) – Kirchdorf (Deister) – Barsinghausen – Winninghausen – Bantorf – Bad Nenndorf – Haste (Han) Stand: Fahrplanwechsel Juni 2022 | 60 min |
| S 2   | Nienburg (Weser) – Linsburg – Hagen (Han) – Eilvese – Neustadt am Rübenberge – Poggenhagen – Wunstorf – Dedensen-Gümmer – Seelze – Letter – Hannover-Leinhausen – Hannover-Nordstadt – Hannover Hbf – Hannover Bismarckstraße – Hannover-Linden/Fischerhof – Hannover-Bornum – Empelde – Ronnenberg – Weetzen – Lemmie – Wennigsen (Deister) – Egestorf (Deister) – Kirchdorf (Deister) – Barsinghausen – Winninghausen – Bantorf – Bad Nenndorf – Haste (Han) Stand: Fahrplanwechsel Juni 2022       | 60 min |
| S 5   | Paderborn Hbf – Altenbeken – Steinheim (Westf) – Schieder – Lügde – Bad Pyrmont – Emmerthal – Hameln – Bad Münder (Deister) – Springe – Völksen/Eldagsen – Bennigsen – Holtensen/Linderte – Weetzen – Hannover-Linden/Fischerhof – Hannover Bismarckstraße – Hannover Hbf – Hannover-Nordstadt – Hannover-Ledeburg – Hannover-Vinnhorst – Langenhagen Mitte – Langenhagen Pferdemarkt – Hannover Flughafen Stand: Fahrplanwechsel Juni 2022                                                           | 60 min 30/60 min (Bad Pyrmont–Hameln) 30 min (Hameln–Hannover Hbf werktags) 30 min (Hannover Hbf–Flughafen) |
| S 21  | Expresslinie: Hannover Hbf – Hannover Bismarckstraße – Hannover-Linden/Fischerhof – Empelde – Weetzen – Wennigsen (Deister) – Barsinghausen Stand: Fahrplanwechsel Juni 2022 | 60 min (nur HVZ)                                                                                            |

Der Bahnhof Weetzen verfügt über einen im Zuge der Expo 2000 errichteten Park and Ride Parkplatz.